# Danica Curcic
Danica Curcic (Danica Ćurčić; 27 de agosto de 1985 en Belgrado) es una actriz de cine y televisión serbia naturalizada danesa. Debutó en el cine en la película Over kanten en 2012. En 2014 recibió el premio Shooting Star en el Festival Internacional de Cine de Berlín. En 2017 hizo parte del elenco de la serie de Netflix The Mist, interpretando a Mia Lambert. En 2021 participó como actriz en el film "Una sombra en mi ojo", sobre la Operación Cartago, ocurrida durante la Segunda Guerra Mundial.

## Filmografía

### Cine
| Año  | Título             | Rol         | Notas |
| ---- | ------------------ | ----------- | ----- |
| 2012 | Over kanten        | Veronika    |       |
| 2014 | Lev stærkt         | Signe       |       |
| 2014 | The Absent One     | Kimmie      |       |
| 2014 | Silent Heart       | Sanne       |       |
| 2014 | All inclusive      | Ditte       |       |
| 2015 | Big Hero 6         | GoGo Tomago | Voz   |
| 2015 | Guldkysten         | Caroline    |       |
| 2015 | Lang historie kort | Maya        |       |

### Televisión
| Año  | Título           | Rol           | Notas       |
| ---- | ---------------- | ------------- | ----------- |
| 2011 | Those Who Kill   | Magretha      | 1 episodio  |
| 2015 | Wallander        | Corina        | 1 episodio  |
| 2013 | The Bridge       | Beate Frelle  | 5 episodios |
| 2016 | Nobel            | Adella Hanefi | 8 episodios |
| 2017 | The Mist         | Mia Lambert   |             |
| 2020 | Equinox          | Astrid        | 6 episodios |
| 2021 | The Chestnut Man |               | 6 episodios |